# وییتوپوژا
وییتوپوژا (به انگلیسی: Vayyattupuzha) یک روستا در هند است که در Pathanamthitta district واقع شده‌است.